# LALR语法分析器
在计算机科学中，LALR分析器是一种规范LR分析方法的简化形式。它可以对上下无关文法进行语法分析。LALR即“Look-Ahead LR”。其中，Look-Ahead为“向前看”，L代表对输入进行从左到右的检查，R代表反向构造出最右推导序列。
LALR分析器可以根据一种程序设计语言的正式语法的产生式而对一段文本程序输入进行语法分析，从而在语法层面上判断输入程序是否合法。
实际应用中的LALR分析器并不是由人手工写成的，而是由类似于yacc和GNU Bison之类的LALR语法分析器生成工具构成。由机器自动生成的代码相比较于程序员手工的代码，拥有更好的运行效率而且减少了程序员的工作量。

## 历史
1965年，Donald Knuth发明了LR分析器。LR分析器可以在线性时间里分析一个确定的上下文无关文法的输入。但是，最右推导技术所需的分析表需要一个巨大的内存空间，所以在那个内存空间紧缺的年代，LR分析技术被认为是不可行的。
为了解决这个缺点，在1969年，Frank DeRemer提出了两种LR分析方法的简化版，即LALR分析器和SLR分析器。这两种方法所需的内存空间较LR分析法减少了许多。即使在后来的1977年，LR分析器的空间优化方式被提出，但是其空间效率依然比不过LALR这种简化版本。
1979年，Frank DeRemer和Tom Pennello宣布了对于LALR分析器的新的优化方法，这再一次提高了LALR分析器的空间使用效率 。

## 概括
通常来说，LALR分析器是指LALR(1)分析器。其中(1)代表了向前看一个字符，分析器可以根据这前面的一个字符确定分析时使用的产生式。相类似的，还有向前看两个字符的LALR(2)分析器、甚至向前看k个字符的LALR(k)分析器，但是实际使用中很少使用这类分析器。
LALR分析方法基于LR(0)分析法演化而来，因此对于一个LALR(k)分析法可以看成LA(k)LR(0)分析法。实际上考虑到LR分析法，有两种参数存在的LA(k)LR(j)分析法族。对于所有的k和j的组合，都可以由LR(j+k)分析法导出。但是这种观点没有任何的实际意义。
相比较与其他的LR分析器，LALR分析器在一次简单的对输入流进行从左到右扫描时，可以更直接的根据向前看的那个字符确定一个从下至上的分析方法。这些是归功于LALR分析器不需要回溯。作为一个定位于向前看的语法分析器，LALR(1)即为最常用的形式。

## 关于实现
由于LALR分析器采用了最右推导而不是采用最左推导，因此，理解LALR分析器的工作方法变得十分困难。而这导致了手动构造一个LALR分析器是一个消耗巨大而且费时的工作。而且当出现语法错误时，LALR分析器可能并不会马上报错，而是执行几次归约动作。
无论如何，任意的LR(k>0)分析器中，由于要在出错时枚举每一个可能的字符， 让错误恢复这项工作变得十分繁琐。
由于这个原因，在一些时候递归下降分析器比LALR分析器更实用。由于其较低的语法分析功能，一个递归下降分析器需要更多的手写代码。但是为一个递归下降分析器编写代码并不像LALR分析器那样的困难，这是因为递归下降分析器使用了最左推导。一个值得注意的例子就是Gnu Compiler Collection中的C和C++语言的语法分析器。其中语法分析器起始是LALR分析器，但是之后却被改写成递归下降分析器。

## 与其他语法分析器的关系

### LR分析器
严格的来说，LALR(1)分析器的功能比LR(1)分析器要弱一些；但是却比SLR(1)分析器强。由LALR引入的对LR的简化在于存在相同核心的项集；但是在LR分析法中，下个字符是未知的。而这种简化导致了LALR的分析功能的下降：不知道下个字符导致了语法分析器不知道选择哪个产生式，从而产生了归约/归约冲突。而SLR(1)分析法采用了更多的合并，导致了相较于LALR(1)更多的额外冲突。
下述是一个标准的LR(1)文法，但是并不能由LALR(1)分析器进行分析。
```
S
 
->
 
a
 
E
 
c

  
->
 
a
 
F
 
d

  
->
 
b
 
F
 
c

  
->
 
b
 
E
 
d

E
 
->
 
e

F
 
->
 
e

```

在LALR分析表的构造中，有两个状态将会被合并成一个状态。而之后的下个字符将会出现歧义。这个状态如下
```
E
 
->
 
e
.
 
{
c
,
d
}

F
 
->
 
e
.
 
{
c
,
d
}

```

对于一个LR(1)分析器，将产生两个不同的状态而不会产生冲突。但是一个LALR(1)分析器，只会产生一个状态，从而产生冲突（若下个输入字符为c或d，可以归约成E或F）。因此，上述文法对于LALR(1)是二义的。

### LL分析器
LALR(k)分析器无法与LL(k)分析器进行比较。对于任意的k和j，都存在有某种LALR(k)文法，但该文法却不是LL(j)文法，反之亦然。实际上，一个给定的LL(1)文法是否能由一个LALR(k)分析器进行分析都是不确定的（其中{\displaystyle k\geq 0}）。
称每一个LL(1)都是SLR(1)或者LALR(1)的说法经常是错误的；确实存在一些LL(1)文法不是LALR(1)的。但实际上，给一个LL(1)文法附加一系列的技术条件就可以是LALR(1)的；而这些条件仅仅是避免了一系列确实无用的产生式规则。所以，实际中用到的LL(1)文法通常都是LALR(1)的。